# Ngadi Chuli
O Ngadi Chuli (também conhecido como Peak 29, Dakura,  Dakum,  ou Dunapurna) é a 20.ª mais alta montanha no mundo (com um valor de corte de 500m de proeminência topográfica, ou re-ascensão). O Ngadi Chuli é flanqueado pelo Manaslu a norte e pelo Himalchuli a sul. Apesar de estar no top 20 das montanhas mais altas, só foi escalado uma ou duas vezes. A provável primeira ascensão terá ocorrido em 1970. Hiroshi Watanabe e o sherpa Lhaksa Tsering, membros de uma expedição japonesa, subiram pela face nascente. Deixaram o campo V (~7500 m) para o cume, mas perto do final ficaram fora de vista durante cerca de duas horas. Depois reapareceram, mas sofreram uma queda fatal no gelo. Uma expedição japonesa posterior recolheu os corpos, mas as películas fotográficas ficaram expostas e nenhuma prova de que tenham estado no cimo do Ngadi Chuli pôde ser encontrada. Os japoneses tentaram mais expedições, mas três tentativas falharam.
A primeira ascensão confirmada, e até agora a última, foi em 1979 pelos montanhistas polacos Ryszard Gajewski e Maciej Pawlikowski via face poente.

## História
- 1961 - Primeiro reconhecimento por montanhistas japoneses.
- 1969 - Terceira tentativa japonesa atinge 7350 m.
- 1970 - Provável primeira ascensão, via face nascente.
- 1978 - Três montanhistas morrem em avalanche durante a sétima tentativa japonesa.
- 1979 - Primeira ascensão confirmada, por expedição polaca.